# Vol 385 d'Air France
Le Vol 385 d’Air France est le vol d’Air France de Caracas vers Paris. Le 11 septembre 2013, les autorités françaises ont saisi 1,3 tonne de cocaïne pure répartie dans 31 valises, ce qui constitue alors la plus grande saisie de stupéfiants en France.

## Saisie de cocaïne
Les autorités de France ont découvert 1 382 kg de cocaïne pure à l’Aéroport de Paris-Charles de Gaulle, qui n’appartenaient à aucun passager et représentaient une valeur estimée à 200 millions d’euros. Il s’agissait alors de la plus importante saisie de stupéfiants jamais réalisée en France. La saisie fut le résultat d’une enquête de plusieurs semaines avec la coopération des autorités espagnoles, britanniques et néerlandaises, et non d’un simple contrôle douanier,.
Un reportage de InSight Crime a révélé qu’au moment de quitter le Venezuela, les valises remplies de cocaïne n’étaient pas passées par l’intérieur de l’Aéroport international Maiquetía - Simón Bolívar, mais étaient arrivées dans un véhicule entré par la porte réservée aux commerçants, dans l’aile ouest de l’aéroport, évitant ainsi le système de scan et le risque d’être détectées par des membres de la Garde nationale non impliqués dans l’opération. Selon Elisio Guzmán, ancien directeur de l’agence d’investigation du CICPC, l’envoi aurait probablement été ensuite stocké dans l’une des « zones stériles » de l’aéroport, un terme désignant les entrepôts où sont conservés les bagages déjà enregistrés. Cela contredit la version de l’Office national antidrogue (ONA) du Venezuela, dont le directeur Alejandro Keleris a déclaré à la presse que les enregistrements vidéo montraient que les valises étaient bien passées par les scanners.
Selon Javier Mayorca, un journaliste ayant enquêté sur l’affaire, les agents de piste ou planificateurs de charge ont probablement été complices de l’opération, car ils sont chargés de répartir les bagages dans la soute de l’avion, l’une des tâches les plus cruciales de l’équipage. Alejandro Rebolledo, ancien juge et ex-conseiller en matière de lutte contre le blanchiment d’argent, a déclaré à Mayorca qu’il disposait d’informations selon lesquelles le groupe de narcotrafiquants — composé vraisemblablement de criminels civils et de membres de l’armée — testait cette route depuis des mois, en remplaçant les valises des passagers par d’autres contenant de la cocaïne, qui disparaissaient ensuite à leur arrivée en France, généralement un jour plus tard. En raison du nombre croissant de plaintes de passagers, les autorités ont commencé à enquêter. La police en France, en Italie et en Espagne a lancé une enquête opérant sous couverture en Europe et au Venezuela, sans en informer le gouvernement vénézuélien, soupçonnant l’implication de hauts gradés militaires vénézuéliens.

## Responsabilité
Les valises saisies avaient été enregistrées à Caracas, mais n’appartenaient à aucun des passagers à bord. Le ministre de l’Intérieur français, Manuel Valls, a tenu une conférence de presse dans une salle du Bureau central pour la répression du trafic illicite de stupéfiants (OCTRIS), à Nanterre, près de Paris, au cours de laquelle il a annoncé que plusieurs membres d’une organisation criminelle avaient été arrêtés dans les 24 heures suivant la saisie. Six personnes ont été arrêtées en France : trois italiens et trois britanniques.
Le 23 septembre, le ministre de l’Intérieur et de la Justice du Venezuela, Miguel Rodríguez Torres, a annoncé que trois membres de la Garde nationale bolivarienne avaient été arrêtés dans le cadre de l’enquête : un lieutenant de la Garde nationale bolivarienne, membre du Commandement antidrogue, et deux sergents. Rodríguez a accusé la compagnie aérienne Air France de complicité avec les militaires vénézuéliens. Toutefois, aucun employé d’Air France n’avait été arrêté, et une source citée par AFP a attribué l’opération à la mafia de la Calabre, la 'Ndrangheta, qui collabore avec les cartels colombiens pour l’importation de cocaïne en Europe. Selon cette source, la cargaison « n’a pas été enregistrée dans le circuit habituel », ce qui suggère qu’elle n’est pas passée par le comptoir d’enregistrement d’Air France à Caracas. Air France a annoncé l’ouverture d’une enquête interne pour déterminer si des membres de son personnel étaient impliqués dans l’opération.
En 2015, à la suite d’une enquête préliminaire du Procureur général de la République, le Tribunal de première instance de l’État de Vargas a accepté l’accusation et ordonné le procès de 27 personnes, dont cinq militaires, une superviseuse de la sécurité de l’entreprise OWS (prestataire de services d’Air France au Venezuela), un lieutenant-colonel chargé de la sécurité de l’aéroport, une fonctionnaire de la sécurité aéroportuaire, et un cadre adjoint de la compagnie aérienne française, tous détenus dans différents centres pénitentiaires du pays.